# Disjoncteur
Cet article concerne les disjoncteurs basse tension. Pour les disjoncteurs haute tension, voir disjoncteur à haute tension.
 (avril 2020).
Si vous disposez d'ouvrages ou d'articles de référence ou si vous connaissez des sites web de qualité traitant du thème abordé ici, merci de compléter l'article en donnant les références utiles à sa vérifiabilité et en les liant à la section « Notes et références ».

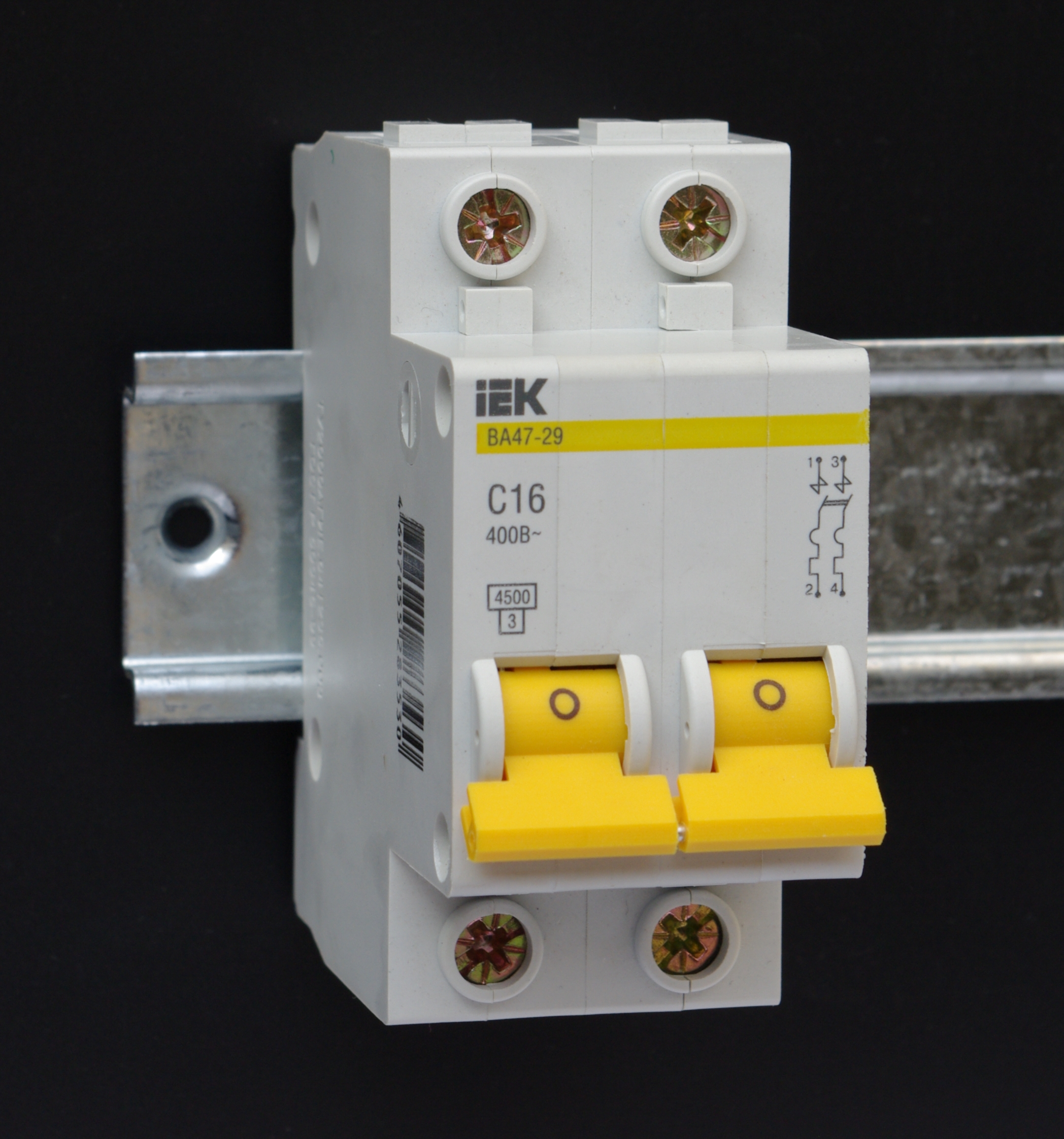
Un disjoncteur bipolaire 16 A courbe C, monté sur rail DIN. Les deux contacteurs solidaires sont en parallèle, mais il existe aussi des disjoncteurs bipoles en monocontacteur.

Un disjoncteur est un contacteur (interrupteur électrique à commande automatique) conçu pour laisser circuler le courant électrique, et protéger un circuit électrique contre les dommages causés par un courant excessif provenant d'une surcharge, d'un court-circuit ou d'une fuite à la terre (disjoncteur différentiel). Il est capable d'interrompre un courant de surcharge ou un courant de court-circuit dans une installation. Suivant sa conception, il peut surveiller un ou plusieurs paramètres d'une ligne électrique.
Sa principale caractéristique par rapport au fusible est qu'il est réarmable manuellement (il est conçu pour ne subir aucune avarie lors de son fonctionnement).

## Différentes techniques de détection de défauts

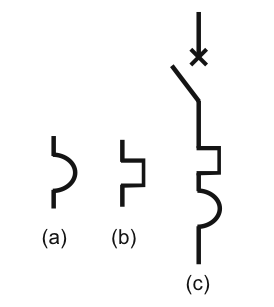
(a) magnétique (b) thermique (c) magnéto-thermique.

### Thermique
Protection uniquement contre les surcharges.
Ce type de disjoncteur se déclenche quand un courant excessif traverse un bilame, créant un échauffement par effet Joule et provoquant sa déformation. Ce bilame déclenche mécaniquement un contact, qui ouvre le circuit électrique protégé. Ce système électromécanique est assez simple et robuste mais n'est pas très précis et son temps de réaction est relativement lent. Il permet donc d'éviter de mettre le circuit en surintensité prolongée. La protection thermique a pour principale fonction la protection des conducteurs contre les échauffements excessifs pouvant créer des risques d'incendies, dus aux surcharges prolongées de l'installation électrique.
- Selon CEI/EN 60898-1, pour applications résidentielles :

À courant 1,13 fois l'intensité nominale : la coupure ne doit pas se faire.
À courant 1,45 fois l'intensité nominale : la coupure doit avoir lieu en 1 heure maximum.
- Selon CEI/EN 60947-2, pour applications industrielles :

À courant 1,05 fois l'intensité nominale : la coupure ne doit pas se faire.
À courant 1,3 fois l'intensité nominale : la coupure doit avoir lieu en 1 heure maximum.
Il remplit la même fonction qu'un fusible, lequel doit être remplacé après avoir coupé le courant.

### Magnétique
Protection uniquement contre les courts-circuits.
La forte variation d'intensité passe au travers des spires d'une bobine (repère 7 sur la photographie « coupe d'un disjoncteur »). Elle produit, selon les règles de l'électromagnétisme, une forte variation du champ magnétique. Le champ ainsi créé déclenche le déplacement d'un noyau de fer doux qui va mécaniquement ouvrir le circuit et ainsi protéger la source et une partie de l'installation électrique, notamment les conducteurs électriques entre la source et le court-circuit,.
L'interruption est « instantanée » dans le cas d'une bobine rapide ou « contrôlée » par un fluide dans la bobine qui permet des déclenchements retardés. Il est généralement associé à un interrupteur de très haute qualité qui autorise des milliers de manœuvres.
- Ce fonctionnement peut remplacer le fusible sur les courts-circuits.
- Suivant le type de disjoncteur, la valeur d'intensité de consigne va de 3 à 15 fois l'intensité nominale (pour les modèles courants).
- De nombreuses autres possibilités existent : déclenchement par bobine (consigne provenant de capteurs); interrupteur/disjoncteur pour montage face avant ; compatible bitension 110/230 V ; bobine sous voltage (disjoncteur maintenu à partir d'une consigne tension); déclenchement à distance ; réarmement à distance.
- Nombreuses courbes de déclenchement pour CC (courant continu), CA 50/60 Hz et 400 Hz.
- Une option étanche est généralement disponible, soit version face avant étanche, soit entièrement (IP67).

C'est la fonction remplie par un fusible aM (accompagnement moteurs). Pour démarrer, un moteur demande un courant d'enclenchement pendant quelques instants, soit une brève surintensité pouvant aller jusqu'à 50 fois son intensité normale de fonctionnement. Cette surintensité, normale, ne doit toutefois pas déclencher le dispositif de protection. Ainsi, les fusibles de type aM sont conçus pour pouvoir absorber pendant un court instant un pic d'intensité supérieur à la valeur de protection. En revanche, en cas de surintensité (d'une valeur inférieure mais plus longue) : le dispositif coupera logiquement l'alimentation électrique.
La protection magnétique a pour principale fonction la protection des équipements contre les défauts (surcharge de l'équipement, court-circuit, panne…). Il est choisi par l'ingénieur qui a le souci de protéger son équipement avec une très grande précision.

#### Courbe de déclenchement

Rouge : courbe B
Bleu : courbe C

Le circuit électrique doit être calculé de manière que le plus petit courant de court-circuit provoque le déclenchement magnétique du disjoncteur. Ceci est important pour sécuriser des câbles longs avec une petite section (mm²). Si le courant de court-circuit est trop faible, soit un seuil magnétique inférieur doit être pris (par exemple: courbe B plutôt que C), soit un câble de plus grande section (mm²) voire plus court doit être installé.
Un disjoncteur peut inclure ou non une détection thermique ; de ce fait il existe deux types principaux de disjoncteurs :
- selon CEI/EN 60898-1[4],[5], pour applications résidentielles :
  - avec déclencheur thermique : (entre parenthèses : équivalence des anciennes normes)
    - courbe B (L,H) : seuil de déclenchement du magnétique entre 3 et 5 fois l'intensité nominale;
    - courbe C (U,G,V) : seuil de déclenchement du magnétique entre 5 et 10 fois l'intensité nominale ;
    - courbe D (S) : seuil de déclenchement du magnétique entre 10 et 20 fois l'intensité nominale ;

- selon CEI/EN 60947-2[4],[5], pour applications industrielles, les seuils sont à choisir et précis à ± 20 % (pas de courbes prédéfinies[6]) :
  - avec déclencheur thermique : (entre parenthèses : équivalence des anciennes normes)
    - 'virtuelle' courbe K : seuil de déclenchement du magnétique  entre 10 et 14 fois l'intensité nominale (12 fois ± 20 %) ;
    - 'virtuelle' courbe Z (A,R) : seuil de déclenchement du magnétique entre 2,4 et 3,6 fois l'intensité nominale (3 fois ± 20 %).

  - sans déclencheur thermique :
    - 'virtuelle' courbe MA : seuil de déclenchement du magnétique à 12 fois (± 20 %) l'intensité nominale.

Note : Ces valeurs de courant sont données pour une durée de 0,1s.

### Magnéto-thermique

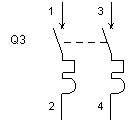
Schéma électrique d'un disjoncteur magnéto-thermique bipolaire.

#### Principe
Les deux techniques précédemment décrites sont associées afin de veiller sur plusieurs paramètres :
- dans le cas d'une surcharge : effet thermique. La réponse au dysfonctionnement est alors lente (la coupure du circuit peut prendre de quelques dixièmes de seconde à plusieurs minutes, en fonction de l'importance de la surcharge) ;
- dans le cas d'un court-circuit (intensité pouvant monter à plusieurs milliers d'ampères) : effet magnétique. La réponse est alors très rapide (de l'ordre de la milliseconde)[1].

#### Composants

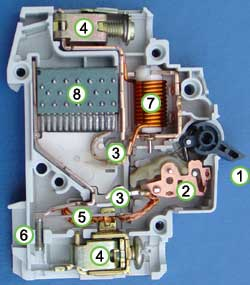
Vue de l’intérieur d'un disjoncteur magnéto-thermique.

1. Manette servant à couper ou à réarmer le disjoncteur manuellement. Elle indique également l'état du disjoncteur (ouvert ou fermé). La plupart des disjoncteurs sont conçus pour pouvoir disjoncter même si la manette est maintenue manuellement en position fermée.
2. Mécanisme lié à la manette, sépare ou approche les contacts.
3. Contacts permettant au courant de passer lorsqu'ils se touchent.
4. Connecteurs.
5. Bilame (deux lames soudées à coefficients de dilatation différents) : relais thermique (protection contre les surcharges).
6. Vis de réglage, permet au fabricant d'ajuster le seuil de déclenchement en courant avec précision après assemblage.
7. Bobine ou solénoïde : relais magnétique (protection contre les courts-circuits).
8. Chambre de coupure de l'arc électrique.

#### Utilisation
Ces modèles sont destinés à remplacer les fusibles (notamment utilisés en domestique), en offrant l'avantage d'être réarmables (une manette à actionner, aucune cartouche à remplacer) et en cumulant dans un même boîtier une détection thermique contre les surcharges prolongées et magnétique contre les augmentations rapides de courant.

### Différentiel

Fonctionnement : si les courants I1 et I2 sont différents du fait de la présence d'un courant de fuite If, un courant prend naissance dans l'enroulement K1 qui, en alimentant le relais K2 (normalement fermé par accrochage mécanique lors de l'armement) provoque la coupure de l'alimentation. Le relais K2 restera dans cet état jusqu'au prochain réarmement, lequel ne sera possible que si le courant de défaut If a disparu, c'est-à-dire si le défaut d'isolement l'occasionnant a été trouvé et réparé.

Le disjoncteur différentiel outre son pouvoir de coupure contre les courts-circuits et les surcharges, assure la détection d'une différence d'intensité du courant entre la phase et le neutre, si un défaut d’isolement existe (courant de fuite à la terre), ce défaut est aussi appelé courant résiduel.

#### Description
Le principe d'un dispositif différentiel à courant résiduel (DDR) est de comparer les intensités sur les différents conducteurs qui le traversent. Par exemple, en monophasé, il compare l'intensité circulant dans le conducteur de phase, et celle du conducteur de neutre. C'est un appareil de protection des personnes qui limite les risques d'électrocution en détectant les fuites de courant à la terre de l'installation électrique.
Le dispositif différentiel est basé sur le principe suivant : dans une installation normale, le courant électrique qui arrive par un conducteur doit ressortir par un autre. Dans une installation monophasée, si le courant dans le conducteur de phase au départ d'un circuit électrique est différent de celui du conducteur neutre, c'est qu'il y a une fuite. La différence d'intensité du courant à laquelle réagit un disjoncteur est appelée la « sensibilité différentielle du disjoncteur » (obligatoirement 30 mA sur les circuits terminaux domestiques selon la norme électrique française), notée IΔn (« i delta n »).
Son fonctionnement est simple : chaque conducteur passe dans un circuit magnétique (en général torique), formant ainsi des champs électromagnétiques identiques et en opposition qui s'annulent. En cas de différence, d'où son nom de différentiel, le champ électromagnétique résultant actionne un dispositif qui coupe rapidement le courant.

#### Types
Il existe plusieurs types de dispositifs différentiels :
- Type AC : 
Les dispositifs de type AC permettent de se protéger du contact avec les courants de défaut à composante alternative. On l'utilise pour protéger la plupart des circuits, sauf ceux spécialisés tels que, par exemple, la plaque de cuisson à induction et le lave-linge (désormais interdit en Allemagne[10], Suisse[11], Belgique[12]...).
- Type A : 
Les dispositifs de type A (qui incluent la protection type AC) sont prévus pour les circuits dédiés, cuisinières, plaques de cuisson à induction, lave-linge, dont le fonctionnement peut produire des courants résiduels comportant une composante continue. La sécurité des personnes reste assurée, le risque de déclenchement injustifié reste limité. Les dispositifs différentiels de type AC ne se déclenchent parfois pas sur ce type de courant de défaut. Dans le secteur tertiaire, ce type de dispositif (interrupteur différentiel ou disjoncteur différentiel) est obligatoire sur les circuits ou les matériels de classe 1 qui sont susceptibles de produire le type de phénomène décrit ci-dessus.
- Type F :  
Les dispositifs de type F (anciennement dénommé Hi, Hpi ou Si suivant les fabricants) incluent la protection type A (et AC). Ce type de dispositif différentiel bénéficie d’une immunisation complémentaire contre les déclenchements intempestifs (léger retard au déclenchement). Ils sont aussi recommandés pour protéger les équipements avec variateur de vitesse monophasé, et généralement dans le secteur tertiaire, pour les circuits nécessitant une continuité du service, tels que des congélateurs, les circuits informatiques, les appareils hospitaliers, etc.
- Type B[13],[14] :   
Les dispositifs de type B incluent la protection type F (et A, AC), mais réagissent aussi aux courants continus plats ou des courants alternatifs jusqu'à 1 kHz (voire 2 kHz). Ils sont recommandés pour protéger des circuits non-linéaires tels les équipements avec variateur de vitesse triphasé, certains appareils médicaux, les installations panneaux photo-voltaïques et bornes de chargement véhicules électriques.
- Type B+[13],[14] :     
Les dispositifs de type B+ sont identiques à ceux du type B et réagissent aussi pour les courants alternatifs jusqu'à 20 kHz. Ils offrent une protection anti-incendie préventive élevée.
- Type Bfq[13] :     
Les dispositifs de type Bfq (ou B+ hfq) sont identiques à ceux du type B et réagissent aussi pour les courants alternatifs jusqu'à 50 kHz (voire 100 kHz).

#### Différences entre disjoncteur et interrupteur différentiels

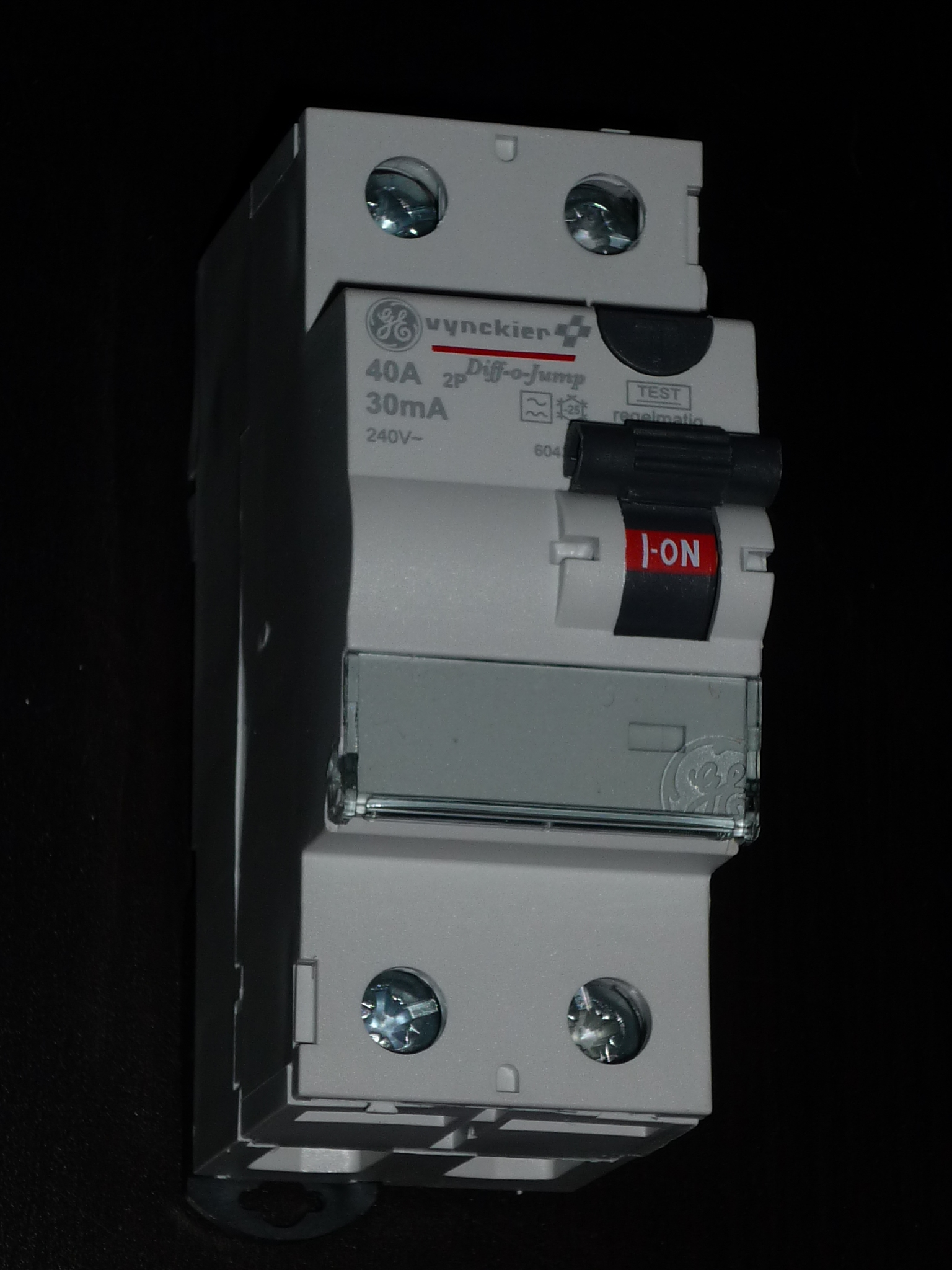
Interrupteur différentiel 2 pôles 30 mA, de calibre maximum 40 A, type A.

Dans le langage courant, et notamment lorsque l'on parle de l'équipement d'un tableau de répartition électrique, les disjoncteurs différentiels sont simplement appelés « différentiels », alors que le terme « disjoncteur » est réservé aux disjoncteurs électro-magnétiques. Il en résulte alors une confusion possible entre le disjoncteur différentiel et l'interrupteur différentiel. L'interrupteur différentiel réalise la fonction décrite ci-dessus, mais n'a pas de détection des surintensités (il ne protège donc pas des surcharges), et n'est pas capable de couper de fortes intensités (lors de court-circuits par exemple) bien au-delà de son calibre ; il est de ce fait moins onéreux.
Dans un tableau de distribution, il est possible, afin de minimiser les coûts et de réduire la place, de réaliser la protection différentielle d'un groupe de circuits par un interrupteur différentiel plutôt que par un disjoncteur différentiel, à condition que la protection de surintensité soit assurée en aval, par exemple par des fusibles ou des disjoncteurs placés sur chaque départ. Le calibre de courant maximum de l'interrupteur différentiel sera toujours choisi comme étant au moins égal au calibre du fusible ou du disjoncteur qu'il alimente (protection en amont).
Aux USA, Mexique en résidentiel, on utilise un interrupteur magnéto-thermique GFCI (Ground Fault Circuit Interruptor) pour chaque circuit le nécessitant. 

### Électronique
Il faut distinguer les disjoncteurs à déclencheur électronique, présentés dans ce paragraphe, des disjoncteurs électroniques qui interrompent le courant de court-circuit à l'aide de composants électroniques puissants et rapides, mais sont incapables d'assurer un sectionnement (séparation physique des circuits).
Un déclencheur électronique peut réaliser les fonctions des déclencheurs thermiques et/ ou magnétiques, c'est-à-dire détecter selon le cas les courants de surcharge ou les courants de court-circuit pour provoquer l'ouverture des contacts.
Il se compose toujours d'un dispositif de mesure du courant (shunt, ou le plus souvent transformateur de courant à fer ou à air), d'un dispositif de traitement électronique de la mesure (comparaison du courant mesuré à une valeur définie), et d'un dispositif de déclenchement (un électro-aimant qui libère le mécanisme d'ouverture).
L'intérêt d'un déclencheur électronique est de pouvoir disposer d'une large plage de réglage (du niveau de déclenchement, du délai de déclenchement), d'inclure éventuellement des algorithmes sophistiqués de détection de courant de défaut, par exemple en prenant en compte la dérivée du courant, de permettre la transmission de l'état du disjoncteur, de la mesure du courant, etc. vers un automatisme de surveillance du réseau.
Son inconvénient est de nécessiter une alimentation en prélevant l'énergie nécessaire :
- sur le courant (appareil dit à « propre courant ») : un délai est nécessaire après la mise sous tension pour que l'alimentation ait accumulé une énergie suffisante pour être capable de déclencher l'ouverture. Ces déclencheurs ne peuvent réagir aussi rapidement qu'un disjoncteur magnétique ;
- sur le réseau : un dispositif doit empêcher la fermeture du disjoncteur tant que l'alimentation par la tension du réseau n'est pas assurée ;
- sur un réseau séparé qui doit être sécurisé.

En effet, un disjoncteur doit pouvoir déclencher dès l'apparition d'un court-circuit, y compris celui résultant de sa propre fermeture.
Il est aussi coûteux, ce qui le réserve aux appareils puissants ou haut de gamme.

### Hydraulique
Le mécanisme de déclenchement utilisé dans le cas d'un disjoncteur magnéto-hydraulique ou hydro-magnétique est double. D'une part la partie magnétique déjà expliquée ci-dessus, et d'autre part, le dispositif hydraulique.
Celui-ci remplace la partie « thermique ». Il va donc permettre de détecter les surintensités légères mais de longue durée.
Ses avantages sont les suivants :
- pas d'inertie thermique : après un déclenchement, le réenclenchement est immédiatement possible ;
- pas de décalage de la protection avec la température ambiante : les disjoncteurs thermiques voient leur calibre varier en fonction de la température ambiante, contrairement à la technologie hydraulique.

Son principal inconvénient reste son prix vis-à-vis de la technologie thermique.

## Principe de la coupure du courant
Une fois que le défaut est détecté, le disjoncteur doit pouvoir ouvrir le contact pour couper le courant. Lors de cette phase, il se crée un arc électrique entre les contacts (3). 

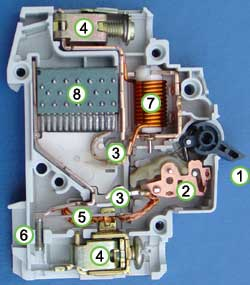
Vue de l’intérieur d'un disjoncteur magnéto-thermique.

La forme des contacts est pensée de telle façon que le courant qui circule à l'intérieur « pousse » l'arc électrique vers la chambre de coupure (8),, grâce à la force de Laplace.
La chambre de coupure est constituée d'un empilement de lamelles conductrices, qui vont sectionner l'arc électrique en plusieurs arcs, afin d'augmenter la tension d'arc.
En effet, {\displaystyle U_{arc}=V_{c}+V_{a}+lE_{0}}, avec {\displaystyle V_{a}+V_{c}\approx 18} V et {\displaystyle E_{0}\approx 3} V/mm.
Si la chambre de longueur totale L comporte N lames d'épaisseur d, la tension d'arc est alors de {\displaystyle U_{arc}=NU_{E}+(L-Nd)E_{0}}
Par exemple : avec N = 20, L = 8 cm,e = 0,2 cm, {\displaystyle U_{E}=18} V, {\displaystyle E_{0}\approx 3} V/mm.
On a ; {\displaystyle U_{arc}=361}V.
Sans lamelles, {\displaystyle U_{arc}=240}V.
Lorsque la tension d'arc dépasse la tension du réseau, le courant d'arc diminue, jusqu'à s'annuler. Le contact est alors ouvert.

### Coupure de l'arc

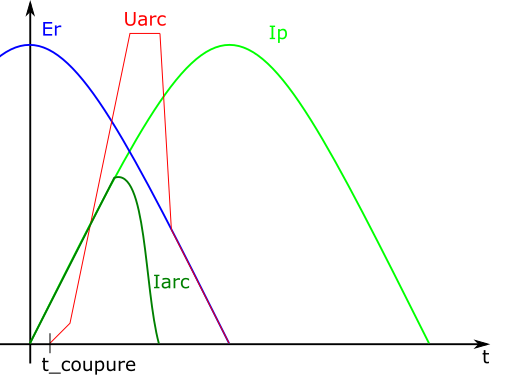
Courant et tension de lors de l'ouverture d'un disjoncteur basse tension.

La coupure d'un circuit en charge implique la formation systématique d'un arc électrique entre les contacts. Le courant {\displaystyle I} circule à travers l'arc, ce qui retarde la coupure, mais qui génère entre les contacts une tension {\displaystyle U_{arc}}, dite tension d'arc, qui s'oppose à la tension du réseau {\displaystyle E_{r}} qui l'a créé. Le courant diminue, jusqu'à se couper, dès que la tension d'arc est supérieure à celle du réseau, conséquence de l'équation du circuit : {\displaystyle L.{\frac {dI}{dt}}=E_{r}-U_{arc}-R.I}.

## Constantes de temps
Certains disjoncteurs sont équipés de systèmes mécaniques, électriques ou électroniques, réglables en durée, en intensité ou en sensibilité, permettant d'interdire le fonctionnement de l'une des 3 fonctions ci-dessus (thermique, magnétique, différentielle) durant un certain laps de temps. Ce retard au déclenchement permet d'autoriser certains phénomènes transitoires négligeables du point de vue de la protection des personnes, des circuits et des équipements, mais qui pourraient autrement déclencher l'ouverture de la protection (mise sous tension de transformateurs ou d'alimentation à découpage par exemple). Ils peuvent également être réglés afin de laisser la possibilité à une autre protection située en aval de remplir son rôle, permettant ainsi la sélectivité, des protections.
Les disjoncteurs différentiels pouvant être connectés en série, pour obtenir la sélectivité, seul le disjoncteur différentiel directement affecté au circuit défectueux doit se déclencher sans temporisation. Ce dispositif de protection est donc précédé d'un disjoncteur différentiel temporisé ou retardé et est marqué du symbole  de sélectivité, ou R pour retardé (avec retard plus important). La sélectivité existe lorsque :
- le temps de non-déclenchement le plus court du disjoncteur différentiel amont avec temporisation est supérieur au temps de coupure le plus élevé du disjoncteur différentiel aval sans temporisation
- le courant résiduel assigné du disjoncteur différentiel amont avec temporisation est au moins trois fois la valeur d'un disjoncteur différentiel aval sans temporisation (sélectivité totale)

Il existe un interrupteur à courant différentiel-résiduel ayant une temporisation de courte durée (minimum 10 ms, typiquement 30 à 50 ms) marqué du symbole  ou G. Sans nuire à sa fonction de protection des personnes, la temporisation électronique ponte les impulsions parasites du réseau qui pourraient conduire à des déclenchements intempestifs.
Selon CEI/EN 61008 et CEI/EN 61009:
| haute sensibilité (tous IΔn) | à Id = IΔn/2         | à Id = IΔn | à Id = 2*IΔn | à Id = 5*IΔn | à Id = 500 A |
| ---------------------------- | -------------------- | ---------- | ------------ | ------------ | ------------ |
| Temps maximum de réaction    | pas de déclenchement | 300        | 150          | 40           | 40           |
| Temps minimum de réaction    | pas de déclenchement | 6 (admis)  | 6 (admis)    | 6 (admis)    | 6 (admis)    |

| moyenne sensibilité IΔn>30 mA | à Id = IΔn/2         | à Id = IΔn | à Id = 2*IΔn | à Id = 5*IΔn | à Id = 500 A |
| ----------------------------- | -------------------- | ---------- | ------------ | ------------ | ------------ |
| Temps maximum de réaction     | pas de déclenchement | 500        | 200          | 150          | 150          |
| Temps minimum de réaction     | pas de déclenchement | 130        | 60           | 50           | 40           |

| moyenne sensibilité IΔn>30 mA | à Id = IΔn/2         | à Id = IΔn | à Id = 2*IΔn | à Id = 5*IΔn | à Id = 500 A |
| ----------------------------- | -------------------- | ---------- | ------------ | ------------ | ------------ |
| Temps maximum de réaction     | pas de déclenchement | 1000       | 500          | 300          | 300          |
| Temps minimum de réaction     | pas de déclenchement | 300        | 150          | 150          | 150          |

## Pouvoir de coupure
Le pouvoir de coupure d'un disjoncteur correspond à son aptitude à interrompre un courant de court-circuit (« couper un circuit ») sans se détériorer et sans mettre en danger la protection elle même. Il se caractérise par l'intensité maximale du courant (appelé « courant présumé ») qui passerait si aucun disjoncteur ne l'interrompait. Dans les formules de calcul, il est souvent représenté par le symbole suivant : {\displaystyle Icc}. Les normes CEI 60947-2 (ou NF-EN 60947-2) pour les disjoncteurs basse tension de puissance, et CEI 60898 (ou NF EN 60898) pour les disjoncteurs à usage domestique, précisent ces caractéristiques.
Lors de la coupure d'un circuit en charge, un arc électrique se forme, ce qui retarde la coupure. Un fort courant soumet tous les conducteurs à des forces électrodynamiques violentes, qui selon l'architecture de l'appareil peuvent l'aider ou non à s'ouvrir rapidement, aider aussi l'arc électrique à s'allonger et à rejoindre une zone du disjoncteur, dite chambre d'extinction, où son énergie sera bien absorbée.
Plus le courant est important, plus l'arc est puissant (produit intensité par tension d'arc), plus l'énergie accumulée peut être destructrice. Si la disparition de l'arc n'est pas assurée dans un temps suffisamment court, le boîtier de l'appareil peut ne plus supporter la pression des gaz échauffés, la fusion des contacts risque d'empêcher le réarmement de l'appareil. Le disjoncteur ne serait alors plus capable d'assumer sa fonction.
Un disjoncteur doit donc être dimensionné pour pouvoir supporter le courant de court-circuit potentiellement présent à son point d'insertion dans un circuit, sous la tension potentiellement présente à ce même point d'insertion.
L'intensité et la tension de ce courant dépendent de plusieurs facteurs :
- la capacité du circuit d'alimentation à fournir un courant maximal sous une certaine tension ;
- la possibilité pour le circuit (fils, pistes) et l'appareillage alimenté, à laisser passer un courant plus ou moins important ;
- la faculté qu'a l'appareillage ainsi que le circuit l'alimentant à être le siège d'une tension plus ou moins importante (normale ou accidentelle).

Dans le cas contraire, il devra être lui-même protégé soit par un fusible, soit par un autre disjoncteur présentant un pouvoir de coupure suffisant.

### Pouvoir de fermeture
Selon la définition de la CEI, le pouvoir de fermeture est une valeur du courant présumé établi qu'un disjoncteur est capable d'établir sous une tension donnée et dans des conditions prescrites d'emploi et de comportement. Il correspond à la valeur maximale du courant sous lequel le disjoncteur peut être manipulé en charge sans dégradation.

### Aptitude au sectionnement
Selon les règles d'installation (en France, selon le chapitre 437.2 de la norme NF C 15-100), le disjoncteur doit assurer la séparation physique des circuits, lors d'intervention ou de travaux sur le circuit concerné, c'est-à-dire avoir une aptitude au sectionnement : cette aptitude est la garantie que l'appareil ne laissera passer aucun courant résiduel dangereux s'il indique une position ouverte par un voyant ou par la position de la manette, soit un maximum de 0,5 mA à 6 mA selon le cas, lorsque la tension du réseau est appliquée entre ses bornes.
 Les normes CEI 60947-2 et CEI 60898 mentionnées plus haut précisent les conditions de cette aptitude.
Un dispositif de condamnation (cadenas et étiquette de condamnation) permet alors le blocage des contacts en position ouverte afin de respecter les règles concernant l'habilitation électrique (UTE C 18-510, 520, 540), on appelle cela une « condamnation ».
La condamnation concerne la deuxième étape de la procédure de consignation, la première étant la séparation.

### Classe de limitation
L’énergie passante d’un coupe-surintensité est d’autant plus réduite que sa vitesse de coupure est élevée en cas de court-circuit. Dans le cas d'un disjoncteur de canalisation, la classe de limitation de courant indique l'énergie qui est autorisée à passer en cas de coupure d'un courant correspondant à son pouvoir d'enclenchement assigné. La classe de limitation de courant est marquée 
sur les disjoncteurs de puissance par un carré contenant le chiffre 1, 2 ou 3 (juste après ou au-dessous du courant de coupure)
La classification 1, 2 ou 3 correspond aux valeurs autorisées pour la contrainte thermique I²t (Joule).
La norme CEI 60898 présente deux tableaux avec une contrainte thermique maximale selon le pouvoir de coupure de court-circuit.
- Catégorie 1 signifie peu sélectif.

on ne donne aucune valeur ; c’est-à-dire qu’un tel disjoncteur doit être capable de couper le courant de court-circuit pour lequel il est construit.
correspondant à son pouvoir de coupure. Ce sont généralement des disjoncteurs extincteurs qui coupent le courant de court-circuit au prochain passage à zéro (anciens disjoncteurs).
- Catégorie 2 signifie moyennement sélectif.

ne doivent laisser passer qu’un tiers de l’énergie contenue dans une alternance de 50 Hz du courant de court-circuit considéré.
- Catégorie 3 signifie très sélectif.

ne doivent laisser passer qu’un sixième de l’énergie contenue dans une alternance de 50 Hz du courant de court-circuit considéré et c’est pourquoi on parle, dans ce cas, de disjoncteurs limiteurs de courant.